# Theadora Van Runkle
Theadora Van Runkle (Los Angeles, 27 maart 1929 - aldaar, 4 november 2011) was een Amerikaans kostuumontwerper. Zij heeft kostuums ontworpen voor meer dan dertig films. Hiervoor heeft ze driemaal een Oscarnominatie gekregen.
Van Runkle volgde een opleiding aan het Chouinard Art Institute in Los Angeles. Ze begon als illustrator voor catalogussen en advertenties voor winkels. Daarna werkte ze als sketch-artist voor andere modeontwerpers. Ze maakte naam met de kostuums voor Bonnie and Clyde (1967), haar eerste film. Haar creaties voor Faye Dunaway zetten een trend: vooral de baret en smalle "midirok" raakten in die tijd zeer in de mode. Voor de film kreeg ze haar eerste van drie Oscarnominaties voor Beste Kostuumontwerp. Het jaar daarop verzorgde ze opnieuw Dunaways garderobe voor de film The Thomas Crown Affair.
Van Runkle is op haar sterkst in periodestukken, waarin ze de mode van die tijd kan verwerken. Haar overige twee Oscarnominaties waren voor twee films van Francis Ford Coppola, The Godfather Part II (1974), waarin het New York van rond 1920 en van eind jaren vijftig werd getoond, en Peggy Sue Got Married (1986), die zich deels in 1960 afspeelt.
In 2011 is longkanker bij haar geconstateerd.

## Filmografie (selectie)
- Bonnie and Clyde (1967)
- The Thomas Crown Affair (garderobe Faye Dunaway, 1968)
- Bullitt (1968)
- Johnny Got His Gun (1971)
- The Godfather Part II (1974)
- Nickelodeon (1976)
- New York, New York (1977)
- Heaven Can Wait (kostuums Julie Christie en Dyan Cannon, 1978)
- The Jerk (1979)
- The Best Little Whorehouse in Texas (1982)
- Wizards and Warriors (televisieserie, 1983)
- Peggy Sue Got Married (1986)
- Troop Beverly Hills (1989)
- Leap of Faith (1992)
- Kiss of Death (1995)